# Tube (forme)
Pour les articles homonymes, voir Tube.

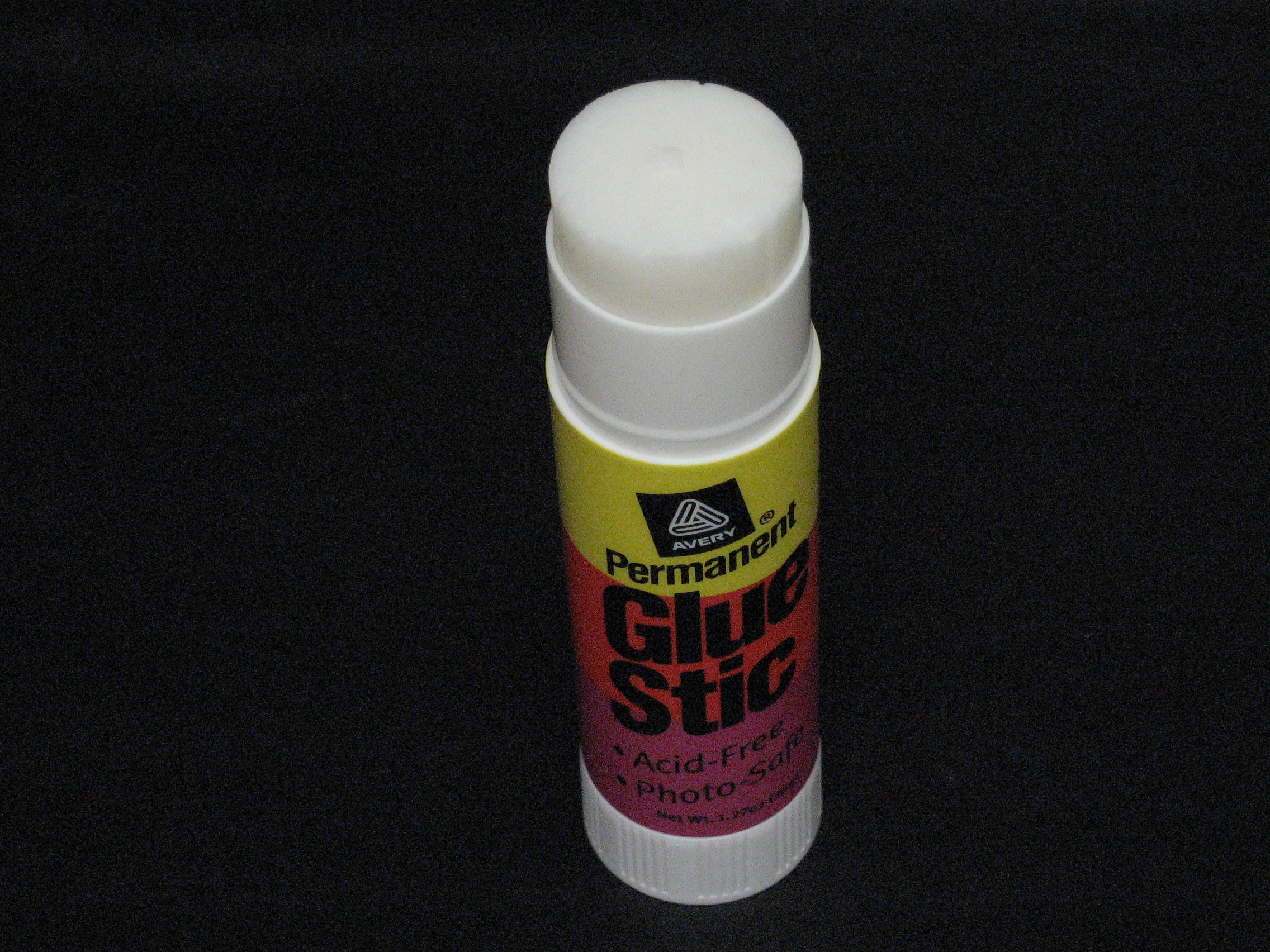
Tube de colle.

Un tube est un objet creux, toujours plus long que large.
Dans l'industrie et les BTP, la désignation « tube » est souvent réservée au cylindre en acier et celle de tuyau au cylindre fabriqué à partir d'autres matériaux (fonte, béton, polyéthylène, PVC, grès, fibre de verre, etc.).

## Définition

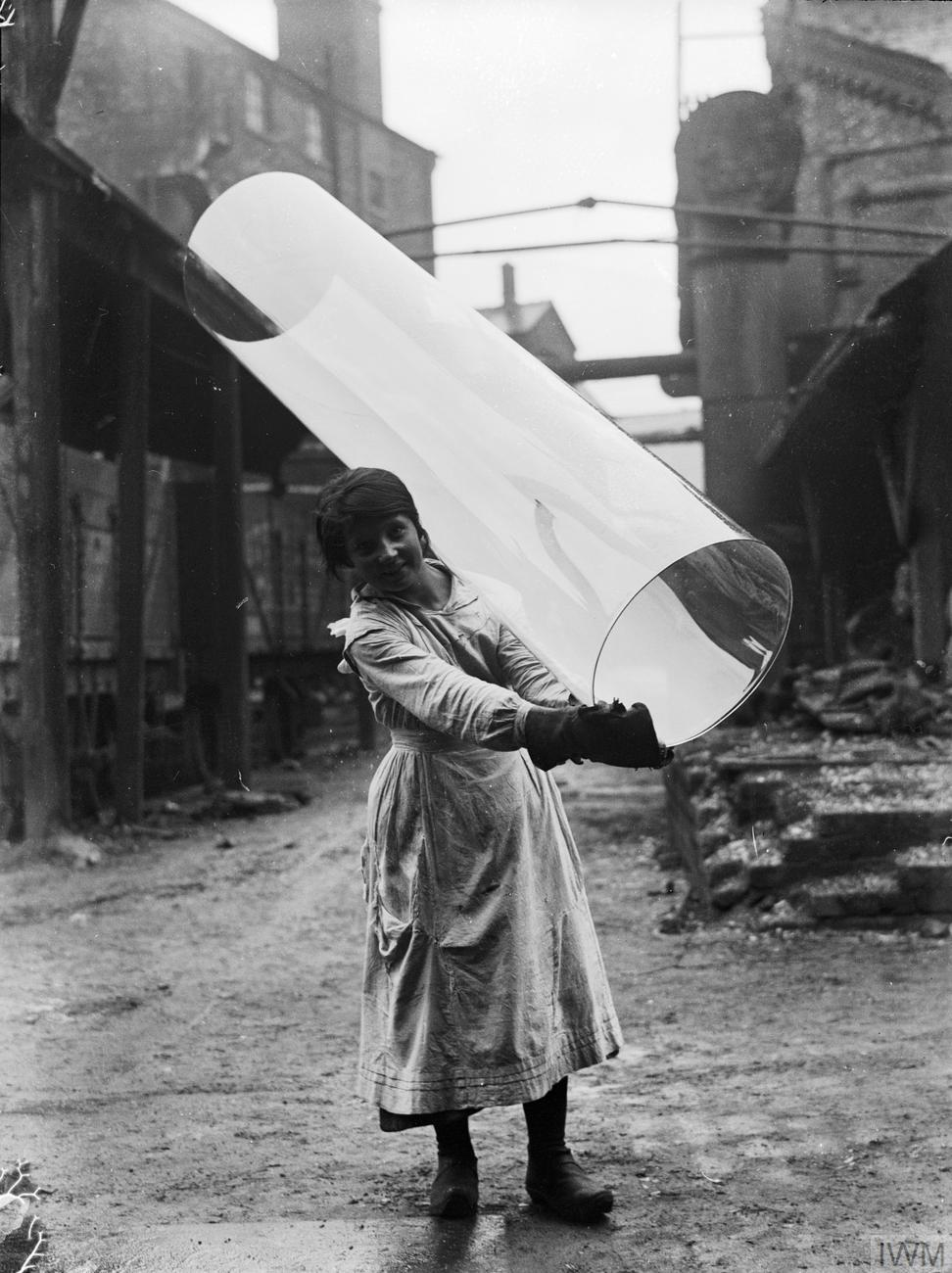
Pilkington glass united. Femme portant un tube en verre. Lancashire. 1914-1918

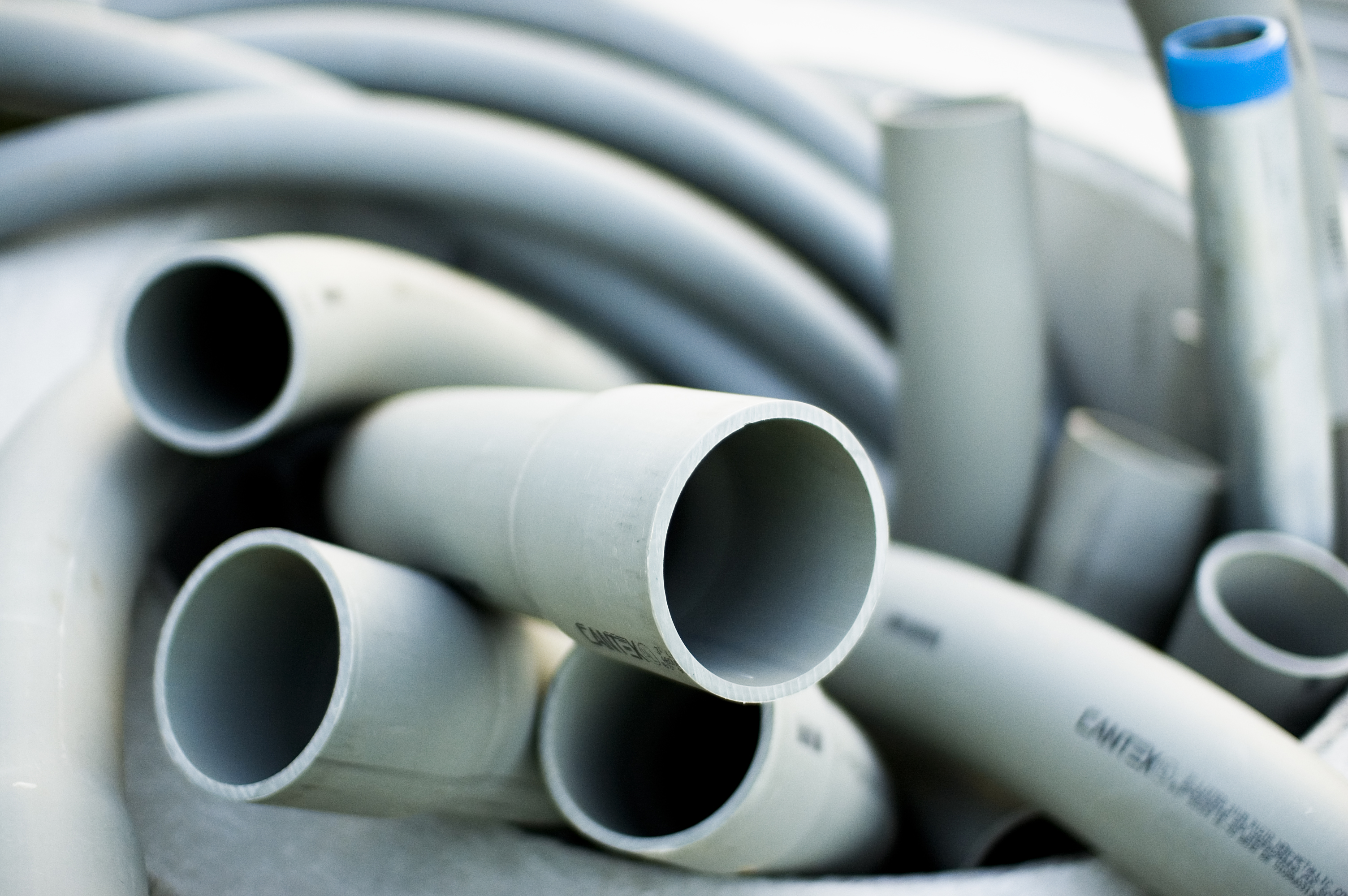
Tubes en PVC destiné à servir de gaines à des fils électriques.

Tuyau et tube sont des termes synonyme. Ils désignent l'un et l'autre le même cylindre creux en-dedans qui sert à donner passage aux gaz et autres fluide. Ce qui les distingue au XIXe siècle, c'est que « tuyau » se dit « des cylindres préparés par la nature pour l'économie animale ou par l'art, pour le service de la société » et que « tube » ne se dit que de ceux dont on se sert pour faire des « observations et des expériences en physique en astronomie en anatomie ».

« Ainsi l'on appelle tuyaux les tiges cylindriques des plumes des oiseaux, celles du blé du chanvre et des autres plantes qui ont la tige creuse, les canaux cylindriques de fer, de plomb, de bois, de terre cuite ou d'autre matière que l'on emploie à la conduite des eaux, des immondices, de la fumée, etc. Ceux d'étain ou de fer blanc qui servent à la construction des orgues, des serinettes, etc. Mais on appelle tubes les tuyaux dont on construit les thermomètres, les baromètres et autres qui servent aux expériences sur l'air et les autres fluides ceux des lunettes à longue vue des télescopes , etc.. »

Tube qui renvoie à la perfection de la forme, est un terme de science ; tuyau est de l'usage ordinaire. Le physicien et l'astronome se servent de tubes, nous employons différentes sortes de tuyaux pour conduire les liquides. Le géomètre et le physicien considèrent les propriétés du tube, nous considérons la futilité du tuyau. Le tube est en général un corps d'une telle figure. Le tuyau est plutôt un ouvrage propre pour tel usage.
Selon l'Office québécois de la langue française, « Il ne faut pas confondre tube et tuyau. Le tube est un élément de base, qui consiste en un cylindre creux de section droite, fabriqué de matériau rigide, souple ou flexible, alors que le tuyau est un tube auquel on a donné une forme particulière ou auquel on a assemblé des raccords ou d'autres tubes. ».
Dans l'industrie et la construction, la désignation « tube » est souvent réservée de nos jours au cylindre en acier et celle de tuyau au cylindre fabriqué à partir d'autres matériaux (fonte, béton, polyéthylène, PVC, grès, fibre de verre, etc.). Toutefois cette règle souffre quelques exceptions : en électricité les gaines électriques contenant les câbles électrique sont aussi appelées « tubes ». Le terme gainage ou tubage, désigne l'action de placer des tubes et est réservé à la pose d'un conduit de cheminée dans une cheminée existante mais dont l'efficacité n'est plus garantie, ou bien, la pose de gaines électriques dans les murs.